# Andrea da Firenze
Andrea da Firenze (Andreas da Florentia; segle XIV - 1415) va ser un compositor i organista italià de finals de l'edat mitjana.
Juntament amb Francesco Landini i Paolo da Firenze, va ser un dels màxims representants de l'estil italià de l'Ars nova. Va escriure molta música secular, principalment balades.

## Biografia
Com que Andreu era membre de l'orde religiós dels Servites, els actes del qual ens han arribat intactes, se sap més d'ell que dels altres compositors del segle XIV. Va entrar a l'orde el 1375 a una edat desconeguda per a nosaltres. Una de les seves primeres activitats a l'orde va ser construir un orgue per a l'església de l'orde a Florència. Per complir amb l'encàrrec va contractar Francesco Landini com a consultor. Entre les fonts de confirmació hi ha els tiquets de compra del vi que els dos van consumir durant els tres dies que es van utilitzar per afinar l'instrument.
Evidentment, ell i Landini van tenir èxit, ja que Andrea va rebre el 1387 l'encàrrec de construir un orgue per a la catedral de Florència. Un document registra el 1382 la construcció d'un orgue a Rieti confiat al "Mestre Andrea", probablement atribuïble a Andrea da Firenze. Andrea i Landini eren evidentment molt amics pel temps que van passar junts segons els comentaris obtinguts de la seva música. Andreu també va ser administrador del seu orde monàstic. El 1380 es va convertir en prior del monestir florentí dels servites de la Santissima Annunziata; el 1393 també va ser nomenat prior del monestir de Pistoia. De 1407 a 1410 va dirigir l'orde dels Servites per tota la Toscana.

## La seva música
Tota la música supervivent d'Andrea està escrita en forma de balada. Se'n coneixen trenta, 18 per a dues veus i 12 per a tres. Una altra balada en francès pot ser obra seva, ja que té un estil similar al seu, però també pot ser d'un compositor amb un nom similar. La font principal de les seves obres és el "Còdex Squarcialupi," que, a la secció dedicada a Andrea, presenta una il·lustració d'un home tocant un orgue, probablement el mateix Andrea. Les balades a dues veus solen ser per a dues veus cantants; dues d'elles inclouen un instrument tenor. Cap de les balades a tres veus té lletra a totes les veus, ja que la tercera veu és interpretada per un instrument musical d'acompanyament. En comparació amb la música de Landini, que és refinada, elegant i té línies melòdiques memorables, la d'Andrea és dramàtica, animada i, de vegades, fins i tot marcadament dissonant per emfatitzar certs passatges del text. Una de les seves balades inclou un salt melòdic d'una octava i un semitò, per emfatitzar la paraula "maleït".
No se sap si Andrea està relacionat amb Andrea da Firenze, el pintor de l'escola florentina del mateix nom, que va estar actiu des del 1340 fins al 1379.